# كارلو ديفيز
كارلو ديفيز (15 يوليو 1898 ميلانو إيطاليا - ) هو لاعب كرة قدم إيطالي يلعب كمدافع.

## وصلات خارجية
- كارلو ديفيز على موقع عالم كرة القدم.نت (الإنجليزية)